# Военный институт внутренних войск (Азербайджан)
Военный институт Внутренних войск МВД Азербайджанской Республики — высшая военная школа, готовящая офицеров и военных специалистов. Школа создана согласно соответствующему указу командующего Внутренними войсками МВД Азербайджанской Республики от 30 сентября 1994 года.

## История
Согласно соответствующему указу командующего Внутренними войсками МВД Азербайджанской Республики от 30 сентября 1994 г, в Баку, на территории поселка Гала Хазарского района была создана высшая военная школа в качестве Учебно-тренировочного лагеря для подготовки офицеров и военных специалистов.
31.10.1997 г. между Азербайджаном и Турцией подписан протокол. В соответствии с требованиями протокола, Турецкая жандармерская организация принимает участие в подготовке и оказании помощи личному составу учебного заведения, соответствующего современным требованиям.
5 июля 2001 года приказом командующего Внутренними войсками заведение стало функционировать как учебный центр.
Приказом министра внутренних дел Азербайджанской Республики от 20 сентября 2003 года на базе Учебного центра была создана воинская часть, а по решению Кабинета Министров Азербайджанской Республики от 17 апреля 2006 года при этой воинской части была создана Военная школа внутренних войск.
Высшая военная школа Внутренних войск МВД была создана на базе Военного училища указом Президента Азербайджанской Республики от 25 февраля 2011 года. Устав Высшей военной школы был утвержден Указом Президента Азербайджанской Республики от 9 июля 2012 года.
22 мая 2024 года согласно указу Президента Азербайджана Ильхама Алиева Высшая военная школа Внутренних войск МВД была переименована  на Военный институт Внутренних войск МВД Азербайджана. 11 июня 2024 года приказом Президента Азербайджанской Республики был назначен ректор института.

## Прием
Кандидаты на зачисление в Военный институт внутренних войск отбираются из числа граждан Азербайджана от 17 до 20 лет (только юноши), владеющих азербайджанским языком, состоящих на учете призывниками в управлениях и частях Государственной службы мобилизации и призыва Азербайджанской Республики, обучающихся в выпускном классе или имеющих среднее образование.
Кандидаты должны пройти тестирование по нормам, установленным МВД, в комиссиях физической подготовки, военно-медицинской и мандатной комиссиях, создаваемых в Главном управлении внутренних войск. Список кандидатов, успешно прошедших тестирование и соответствующие проверки, направляется Совету директоров Государственного экзаменационного центра Азербайджанской Республики для участия в вступительных экзаменах. Экзамены в институт проводятся на азербайджанском и русском языках тестовым методом.
Все организационные меры, документация, время, место и другие условия проведения экзаменов определяются Советом директоров Государственного экзаменационного центра Азербайджана. Для этого кандидатам следует следить за объявлениями, размещаемыми на сайте Комиссии или в средствах массовой информации.
Студенты, поступившие в Военный институт внутренних войск обеспечиваются обмундированием, проживанием и питанием за счет государства. Преподавание в школе ведется на азербайджанском языке, продолжительность обучения – 4 года.
Выпускникам, успешно окончившим институт, присваивается воинское звание лейтенант и специальность «Общественная безопасность и управление». Затем они назначаются на соответствующие должности во Внутренних войсках МВД Азербайджана.